# Gare de Villiers - Montbarbin
Gare de Villiers - Montbarbin vasútállomás Franciaországban, Crécy-la-Chapelle településen.

## Vasútvonalak
Az állomást az alábbi vasútvonalak érintik:
- Esbly-Crécy-la-Chapelle-vasútvonal

## Kapcsolódó állomások
A vasútállomáshoz az alábbi állomások vannak a legközelebb:
- Gare de Couilly - Saint-Germain - Quincy (Gare d’Esbly, Île-de-France tramway Line 14)
- Gare de Crécy-la-Chapelle (Gare de Crécy-la-Chapelle, Île-de-France tramway Line 14)